# Археанактид (III)
Археанактид (III) — правитель Боспорского царства из династии Археанактидов около 455—450 годов до н. э.
Согласно Диодору Сицилийскому, первая династия царей Боспорского государства, известных как Археанактиды, правила в течение сорока двух лет.
История Боспора этого времени может быть детализирована только благодаря нумизматике. При Археанактидах в Пантипакее начинают чеканиться монеты при святилище Аполлона. Выпуск же их обычно являлся прерогативой монархической власти, поэтому, возможно, Диодор Сицилийский и охарактеризовал Археанактидов как царей. При правителе, названном историком В. А. Анохиным «Археанактидом (III)», в обиход входит четвёртая группа храмовых монет, на реверсе которых наличествуют греческие буквы ΑΡΟΛ, означавшие сокращенное имя эпонимного божества Аполлона, в то время как в городе продолжали чеканиться монеты с двумя звёздами, хотя и почти в два раза меньше по объёму. Видимо, при этом Археанактиде режим приобретал всё более авторитарные черты, когда представители династии уже не ограничивались культовыми ролями, а активно воздействовали на политическую и экономическую жизнь общества.